# Suís (aliment)
Un suís és una tassa de xocolata desfeta amb nata al damunt.Normalment es pren per esmorzar o per berenar acompanyada de melindros o altres pastes. A les granges i xocolateries del carrer Petritxol de Barcelona és un dels productes estrella tradicionals.